# ترینیتی ایندستریز
ترینیتی ایندستریز (انگلیسی: Trinity Industries) شرکت خوشه‌ای آمریکایی است، که در سال ۱۹۳۳ تأسیس شد.